# Automeris chaconoides
Automeris chaconoides é uma espécie de mariposa do gênero Automeris, da família Saturniidae.
Sua ocorrência foi registrada no Peru, Cajamarca, Cutervo, a 1.900-2.100 m de altitude.